# Saint-Beauzély
Saint-Beauzély (okzitanisch: Sent Bausèli) ist eine französische Gemeinde mit 575 Einwohnern (Stand: 1. Januar 2022) im Département Aveyron und in der Region Okzitanien. Sie gehört zum Kanton Tarn et Causses im Arrondissement Millau. Die Einwohner werden Saint-Beauzéliens genannt.

## Lage
Saint-Beauzély liegt etwa zwölf Kilometer nordwestlich von Millau. Das Gemeindegebiet gehört zum Regionalen Naturpark Grands Causses. Umgeben wird Saint-Beauzély von den Nachbargemeinden Saint-Laurent-de-Lévézou im Norden, Saint-Léons im Norden und Nordosten, Verrières im Nordosten und Osten, Millau im Osten und Südosten, Castelnau-Pégayrols im Süden und Südwesten sowie Curan im Westen.

## Einwohnerentwicklung
| Jahr                       | 1962 | 1968 | 1975 | 1982 | 1990 | 1999 | 2006 | 2019 |
| Einwohner                  | 494  | 439  | 408  | 422  | 487  | 525  | 514  | 616  |
| Quellen: Cassini und INSEE |      |      |      |      |      |      |      |      |

## Sehenswürdigkeiten
- Kirche Saint-Jacques aus dem 12. Jahrhundert, Monument historique seit 1995
- Grammontenserpriorat von Comberoumal aus dem 13. Jahrhundert, Monument historique seit 1929
- Schloss Saint-Beauzély aus dem 12. Jahrhundert, Umbauten aus dem 16. Jahrhundert, Monument historique seit 1998
- Heiligtum von Les Basiols aus dem 1. vorchristlichen Jahrhundert, seit 1992 Monument historique
- Museum

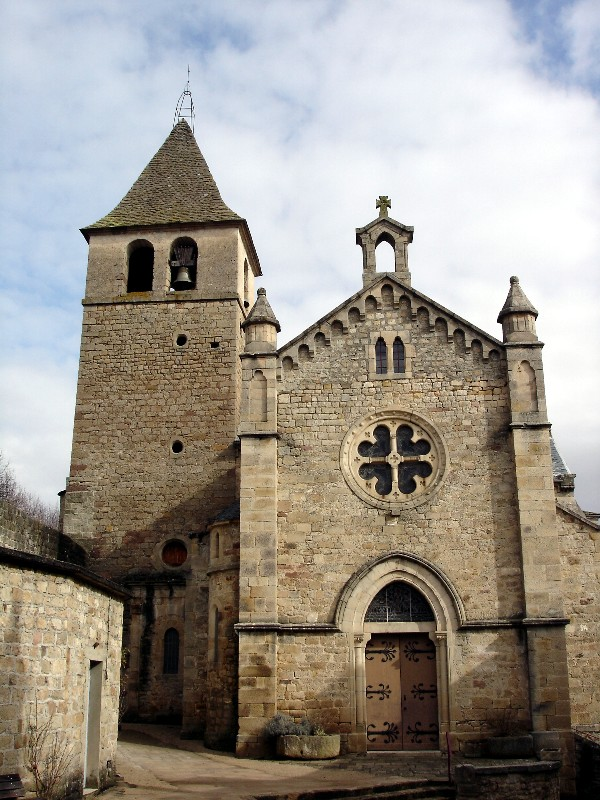
Kirche Saint-Jacques
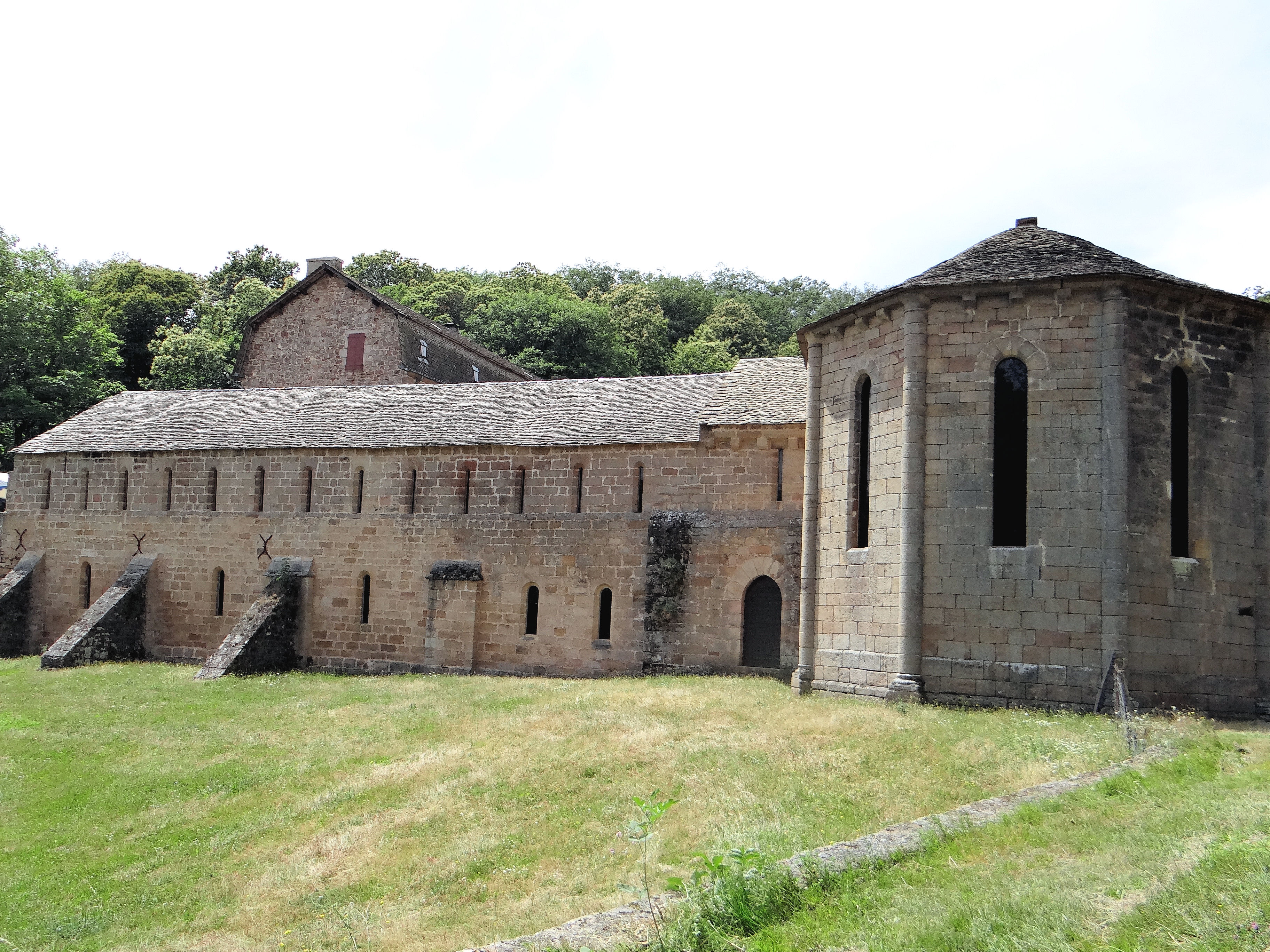
Grammontenserpriorat von Comberoumal
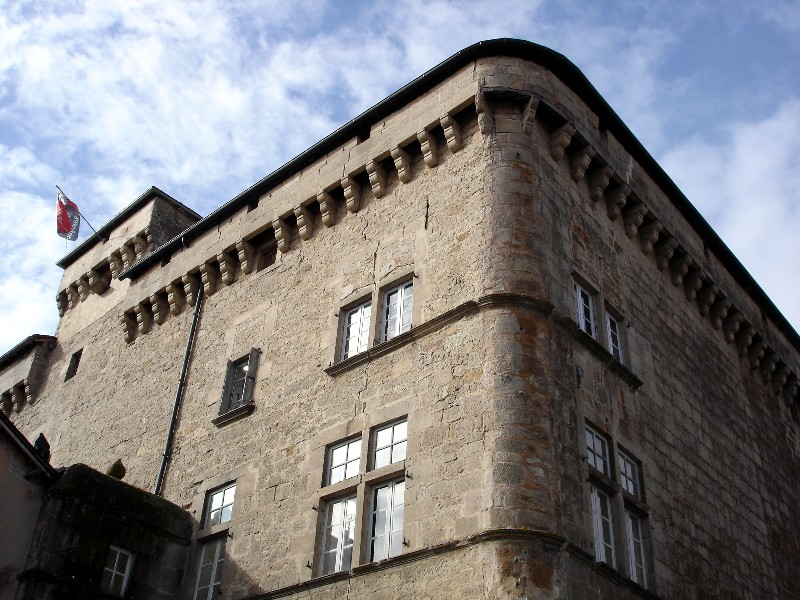
Schloss Saint-Beauzély

## Persönlichkeiten
- Jules Merviel (1906–1976), Radrennfahrer